# 野老朝雄
野老朝雄（日语：／ Tokoro Asao，1969年5月7日—），日本設計師，東京都新宿區出身。其作品被用於2020年東京奥运会和残奥会的會徽，亦是其代表作之一。

## 簡歷
野老朝雄1969年出生于东京新宿区，自年小时候起学建筑，師從江頭慎（Shin Egashira）。1992年毕业于東京造形大學建筑设计科系，后又获英国建筑联盟学院（AA School, UK）硕士，回國後，做江頭慎助手，创立有「朝雄工作室」（Tokolo.com），并且曾于武藏野美术大学以及东京造型大学担任讲师。
野老朝雄在艺术、建筑和设计领域相当活跃，他2001年开始了「Tokolo Pattern」图样设计，利用简单的原理和工具设计出图样，并将这些原理运用在建筑、产品等的立体制作上。以单纯的几何图形为原点，呈现出丰富的令人意想不到的图样。野老朝雄的主業是建築以及室內設計，這一系列平面創作的起因，來自2001年发生的911事件後，他開始學習圖紋創作，立志開發出眾多「可以連結的事物」() 並且將這些獨創的紋路，運用在建築、平面設計、服裝等跨界合作上，此外更與三宅一生（ISSEY MIYAKE）的「BAO BAO」合作聯名款。
2016年4月25日，2020东京奥运会组委会公布了奥运会和残奥会新会徽。此次新选定的会徽，是野老朝雄设计的“组市松纹”图案。它采用日本江户时代流行的“市松模样”方格图纹，配以日本传统色彩靛蓝色，美观雅致。
据组委会介绍，三种形状不同的四角形代表了不同的国家、文化和思想，它们相互组合的设计，表达了“多样性融合”的含义，体现了奥运会和残奥会的理念。

## 主要作品
- 2007年 - FRP/F town 外墙面设计,仙台, 宫城县 (建筑师:阿部仁史)
- 2012年 - 日本工学院教育中心125周年外墙面、标志设计 建筑设计：千叶学建筑计划事务所（东京八王子）
- 2015年 - 三宅一生BaoBao包 (Tokolo 纹样)
- 2015年 - 大名古屋大厦低层玻璃外墙设计，名古屋, 爱知县 (建筑设计:三菱地所设计)
- 2016年 - 东京2020年奥运会及残奥会会徽设计（“组市松纹”图案，采用日本江户时代流行的“市松模样”方格图纹）[5]

## 獲得獎項
- 2006年，「PPP magnet」入選「新日本樣式（日语：新日本様式）100選」[6]
- 2011年，「FRP Ftown」大樓獲得日本建築仕上学会授予的學會獎 作品獎 住宅部門獎項